# Kościół Trójcy Świętej w Jeziorzanach
Kościół Trójcy Świętej – rzymskokatolicki kościół parafialny należący do dekanatu Adamów diecezji siedleckiej.
Pierwotny kościół został wzniesiony w 1662 roku i ufundowany przez biskupa warmińskiego Jana Stanisława Zbąskiego. Obecna świątynia murowana została wybudowana w 1782 roku, dzięki staraniom księdza Grzegorza Gramskiego. Reprezentuje styl elektyczny. Przebudowana została w latach 1929–1937 według projektu architekta Tadeusza Witkowskiego z Lublina. W świątyni znajduje się ołtarz główny z okresu międzywojennego, wykonany rzadką w tym zastosowaniu techniką metaloplastyki, oraz drewniane boczne ołtarze z tego samego okresu noszące znamiona sztuki zakopiańskiej.
W kościele znajdują się organy 18-głosowe, z pneumatycznymi: trakturą gry i trakturą rejestrów, wykonane w 1939 roku przez firmę Władysława Kamińskiego.
W grudniu 2024 zakończono częściową renowację kościoła – konserwacji poddano m.in. ołtarze główny i boczne oraz parkan – posadowiony na trudnym terenie skarpy Wieprza; podczas prac znaleziono wiele zabytków ruchomych. Naprawiono też tynk ścian wewnętrznych i przywrócono kolorystykę z lat 30. XX w..